# Aleixo Raul
Aleixo Raul (em grego: Ἀλέξιος Ῥαούλ; romaniz.: Aléxios Raoúl; m. ca. 1258) foi um aristocrata bizantino e general do Império de Niceia. Ele alcançou o título de protovestiário durante o reinado do imperador João III Vatatzes (r. 1221-1254).

## Biografia
Aleixo Raul foi o herdeiro de uma família rica e aristocrática, com grandes propriedades ao redor de Esmirna, e possivelmente o filho do sebasto Constantino Raul, que tinha desempenhado um papel na usurpação de Aleixo III Ângelo (r. 1195-1203). Ele tornou-se genro do imperador João III Vatatzes (r. 1221-1254), tendo casado com a sobrinha dele. Aleixo e a sobrinha de Vatatzes juntos tiveram seis filhos, cinco filhos (João, Manuel, Isaac e dois de nome desconhecido), e uma filha.
Sob Vatatzes, Aleixo foi elevado a categoria de protovestiário, e a ele foi dado o comando das tropas na Macedônia. Em 1242, ele acompanhou o imperador bizantino em sua campanha contra o governante de Tessalônica, João Comneno Ducas (r. 1237-1244). Ele apareceu novamente em 1252, durante as guerras de Vatatzes contra o déspota do Epiro Miguel II Comneno Ducas (r. 1230-1268). Após a conclusão de um tratado de paz, Aleixo aparentemente permaneceu na Europa, juntamente com o futuro imperador Miguel Paleólogo (r. 1259-1282) em Vodena, guardando as cercanias de Tessalônica.
Como um membro da aristocracia tradicional, ele e sua família sofreu sob Teodoro II Láscaris (r. 1254-1258). Teodoro procurou reduzir a influência da nobreza, favorecendo homens de origem humilde, a quem ele nomeou para os cargos mais altos do Estado. Em 1255, o imperador tirou seu título de protovestiário, e o concedeu a Jorge Muzalon. Além disso, Teodoro casou a filha de Raul com o irmão de Jorge, Andrônico Muzalon, um ato considerado ofensivo, dada origem do noivo, e prendeu seus demais filhos (a data exata não é clara).  Consequentemente, a família apoiou ativamente no assassinato dos irmãos Muzalon em 1258, após a morte de Teodoro II, e na usurpação subsequente de Miguel VIII Paleólogo (r. 1259-1282). 